# Theodor Christian Fachtmann
Theodor Christian Fachtmann (* 30. Januar 1815 in Börstel, Kreis Osnabrück; † 10. Januar 1894 in Peine) war ein deutscher Jurist und Politiker.

## Leben
Als Sohn eines Pfarrers geboren, studierte Fachtmann nach dem Besuch des Gymnasiums in Börstel Rechtswissenschaften in Halle. Während seines Studiums wurde er 1833 Mitglied der Alten Halleschen Burschenschaft Germania. Nach seinen Examina ging er in den Staatsdienst und wurde 1840 im Amt Grönenberg zum Assessor ernannt, dann 1845 zum Amt Lingen versetzt, bevor er 1849 als Hilfsarbeiter zur Landdrostei Osnabrück kam. 1851 wurde er Ministerialreferent, Vortragender Rat und später Regierungsrat im Hannoverschen Kultusministerium. 1855 zum Innenministerium versetzt, wurde er zum ersten Verwaltungsbeamten befördert und als Regierungsrat Amtsrat in Hagen im Bremischen. Dort gründete er 1856 die Amtssparkasse. 1865 bis 1877 war er Amtsrat und ab 1868 Kreishauptmann im Kreis Osterholz. Seit 1877 war er Amtmann bzw. Kreishauptmann im Landkreis Einbeck und dort Landrat von 1885 bis 1886.

## Ehrungen
- 1874: Roter Adlerorden, 4. Klasse

## Veröffentlichungen
- Die Lage der Protestanten in der Niedergrafschaft Lingen. Osnabrück 1846.
- Das aussergerichtliche Sühneverfahren in Norddeutschland durch Friedensrichter, Schieds- und Vertrauensmänner. Osnabrück 1849.
- Kirchenrechtliche Mittheilungen über das Fürstenthum Osnabrück mit besonderer Berücksichtigung der Parochiallasten. Ossenbrügge 1852.
- Gebundenheit oder freie Veräusserlichkeit des bäuerlichen Grundeigenthums im Königreich Hannover. Stade 1864.
- Hannovers Verfassungs- und Verwaltungs-Organisation vor dem Abgeordnetenhause zu Berlin. Berlin 1868.
- Die Ilmebahn von Salzderhelden uüber Einbeck und Markoldendorf nach Dassel. Einbeck 1879.